# Хатанга
Хатанга је река у Краснојарској Покрајини у Русији.
Река Хатанга се формира спајањем река Котуј и Хета. Дужина саме Хатанге је 227 km (али ако меримо од извора Котуја онда износи 1636 km), басен је површине 364 хиљада km². Река се улива у Хатангајски залив Лаптевског мора. Хатанга протиче кроз Северносибирску низију широким долинама, а онда се разбија у рукавце у доњем делу свог тока у ширину до 5 km, стварајући велики број острва. У базен Хатанге постоји око 112 хиљада језера укупне површине 11,6 хиљада km².
Главне притоке реке су: Нижњаја, Блуднаја, Попигај, Новаја, Мала Балања.
Река је пловна целом својом дужином, али само лети, јер је зими залеђена од почетка октобра до краја маја.